# Yousef Khasho
Yousef Khasho (Youssef Saed Gergis Khasou) (født 27. maj 1927 i Jerusalem, Israel - død 8. marts 1997 i Amman, Jordan) var en palæstinensisk komponist, dirigent, lærer, rektor og organist.
Khasho hører til de mest kendte komponister af klassisk musik i mellemøsten i nyere tid. Han var nært knyttet til Kong Hussein
af Jordan, som inviterede ham til landet for at etablere det første Musikkonservatorium i Jordan i 1966.
Khasho har skrevet 12 symfonier, hvoraf hans første symfoni "Jerusalem" (1967) og den tolvte symfoni (1985) dedikeret til Kong Hussein i anledning af dennes 50 års fødselsdag, er de mest kendte.
Han har desuden komponeret orkesterværker, kammermusik, operetter, sange, klaverstykker etc.
Khasho opholdte sig mange år imellem lande som Jordan, Syrien, Libanon og Italien, og underviste på forskellige konservatorier og universiteter.

## Udvalgte værker
- Symfoni "Jerusalem" (1967) - for orkester
- Symfoni nr. 5 (1969) - for orkester
- Symfoni nr. 8 "Chian rapsodi" (1979, Rev. 1978) - for orkester
- Symfoni nr. 9 "Chian rapsodi" (1970, Rev. 1978) - for orkester
- Symfoni nr. 10 "Den vandrende Ægæiske sømand" (1970, Rev. 1978) - for orkester
- Symfoni "om Libyen" (1970) - for orkester
- Symfoni nr. 12 "Husseins Jordan" (1985) - for orkester